# Stovpiv, Ciudniv
Stovpiv (în ucraineană Стовпів) este localitatea de reședință a comunei Stovpiv din raionul Ciudniv, regiunea Jîtomîr, Ucraina.

## Demografie
Componența lingvistică a localității Stovpiv
     Ucraineană (99,37%)
     Alte limbi (0,63%)
Conform recensământului din 2001, majoritatea populației localității Stovpiv era vorbitoare de ucraineană (99,37%), existând în minoritate și vorbitori de alte limbi.